# Gmina Quincy (Iowa)

Położenie Gminy Quincy w hrabstwie Adams

Gmina Quincy (ang. Quincy Township) – gmina w USA, w stanie Iowa, w hrabstwie Adams. Według danych z 2000 roku gmina miała 1979 mieszkańców.